# Edgar Lissel
Edgar Lissel (* 1965 in Northeim, Deutschland) ist ein bildender Künstler.

## Leben
Lissel studierte nach beruflichen Erfahrungen als Schriftsetzer und Druckvorlagenhersteller Kommunikationsdesign mit dem Schwerpunkt Fotografie an der Hochschule Darmstadt.
Seit 1993 arbeitet Edgar Lissel als bildender Künstler. In seinen interdisziplinären Projekten spürt Edgar Lissel den Spannungen zwischen Naturwissenschaft, Kunstgeschichte, Archäologie und künstlerischer Intention nach und untersucht Bildprozesse und den ephemeren Zustand des Bildes.
In seinen frühen Arbeiten nutzte Edgar Lissel in der Zeit von 1993 bis 1995 die Technik der Camera Obscura und verwandelte einen Lastkraftwagen in eine Lochkamera. Mit seinen Bildern von Architekturen aus dem italienischen Faschismus und dem deutschen Nationalsozialismus wurde er 1996 auf die Biennale für Architektur nach Venedig eingeladen. In weiteren Projekten verwandelte er ganze Wohnräume (1995 bis 1997) und Museumsvitrinen (1999 bis 2002) in eine Camera Obscura. In diesen Arbeiten vermischen sich die Fotogramme der Objekte in der Kamera mit dem Abbild außerhalb der Lochkamera.
Später untersuchte Edgar Lissel die direkte Lichteinwirkung auf Bakterienkulturen. Er nutzte die fototaktischen (Phototaxis) Eigenschaften (die Bewegung zum Licht) der Cyanobakterien für seine künstlerische Bildproduktion. So zum Beispiel in der Domus Aurea in Rom. Bakterien, die für den Verfall der dortigen Fresken verantwortlich waren, nutzte er für einen neuen Bildprozess.
Seit 2004 setzt Edgar Lissel die körpereigene Hautflora für seine Bildproduktion ein. In Zusammenarbeit mit verschiedenen Wissenschaftlern entstehen Körperabdrucke durch die Bakterien auf seiner Hautoberfläche, die auf verschiedenen Nährböden und Leinenstoffen fixiert werden.
Arbeiten Lissels befinden sich u. a. in den Sammlungen National Gallery of Canada, Sammlung der Bundesrepublik Deutschland, Victoria & Albert Museum London, Museum der Moderne Salzburg, MUSA Museum auf Abruf – Sammlung zeitgenössischer Kunst der Stadt Wien.
Seit 1998 unterrichtet Edgar Lissel Kunst und Fotografie an verschiedenen Universitäten und Hochschulen in Österreich (2005–2009 Universität für angewandte Kunst Wien) und Deutschland, zuletzt 2010 als Gastprofessor an der Folkwang Universität der Künste in Essen. Er lebt in Wien.

## Publikationen
- 2008 – „Vom Werden und Vergehen der Bilder - Edgar Lissel“, Verlag Schlebrügge Wien, ISBN 978-3-85160-139-8

- 2000 – „Edgar Lissel, Räume/Rooms“, EIKON Sonderdruck #5, Wien

- 1995 – „Illusion der Macht“, NS-Bauten fotografiert mit der Camera obscura von Edgar Lissel, Text von Dieter Bartetzko, Galerie AEDES Berlin

## Auszeichnungen und Preise (Auswahl)
- 2010 – Österreichisches Staatsstipendium für künstlerische Fotografie
- 2007 – Schober-Preis der DGPh
- 2005 – Stipendium Villa Massimo/Casa Baldi
- 2004 –  Marianne Brandt Preis
- 2004 –  mention spéciale, Prix Vevey Switzerland